# Caractère sexuel tertiaire
En biologie, la notion de caractère sexuel tertiaire introduite par le sexologue Havelock Ellis à la fin du XIXe siècle, avait pour but de prolonger les notions de caractères sexuels primaire et secondaire. Elle est aujourd'hui tombée en désuétude.
Dans son essai publié en 1894, Man and Woman: A Study of Secondary and Tertiary Sexual Characteristics, Ellis définit :
- les caractères sexuels primaires comme "les organes sexuels qui peuvent être considérés comme essentiels à la reproduction".
- les caractères sexuels secondaires comme les autres caractères "qui permettent de distinguer le mâle de la femelle". Pour Ellis, le sein des femmes comme un organe à la frontière entre caractère primaire et secondaire.
- les caractères sexuels tertiaire comme les nombreuses autres différences "plus relatives et seulement détectables quand on prend en compte les différences moyennes entre hommes et femmes".

Les caractères sexuels tertiaires sont donc les différences, entre mâles et femelles d'une même espèce, qui sont moins visibles que les organes sexuels (caractères sexuels primaires) ou que les caractères sexuels secondaires tels que la barbe ou les seins chez l'Homme. Par exemple, la forme plus plate du crâne féminin, lus grande taille et activité de le glande thyroïdienne chez les femmes, la plus faible proportion de globules rouges dans leur sang.
Aujourd'hui, alors que la distinction opérée par Darwin entre caractères sexuel primaires et secondaires reste en usage, la notion de caractère sexuel tertiaire est tombée en désuétude, notamment parce que les progrès convergents en biologie et en éthologie ont mis à mal la distinction entre caractères secondaires (anatomiques) et tertiaires (comportementaux).[réf. nécessaire]
Ce terme est repris à la fin du XXe siècle par les anthropologues pour désigner les éléments de  parure corporelle qui différencient les deux sexes (bijoux, peintures et tatouages corporels, vêtements, coiffures…) depuis le Paléolithique.